# لاکسولیان
لاکسیلیان (به انگلیسی: Luxulyan) یک روستا و محله مدنی در بریتانیا است که در کورنوال واقع شده‌است. لاکسیلیان ۱٬۳۸۱ نفر جمعیت دارد.